# Smith International
Smith International est une entreprise américaine basée à Houston dans le Texas faisant partie du classement Fortune 1000. Son secteur est le pétrole et le gaz.